# 神ちはる
神 ちはる（じん ちはる 、1988年4月23日 - ）は、日本のタレント、タレント・アーティスト。栃木県日光市出身。以前はグラビアタレントだったが、現在はアーティストに転向し活動の場を広げている。2009年からフリー活動中。 血液型はO型。

## 人物
- 趣味はゲーム。特に対戦型ゲームを好む。
- 目標とするグラドルはリア・ディゾン。
- 好きな食べ物は米、ネギ。
- 嫌いな食べ物は炭酸飲料、レバ刺し。

### 交友関係
- 菊地亜沙美　2008年「sabraブロガール選手権」の第四期メンバー

## 来歴
- 2008年5月に芸能活動を始める。
- 2008年6月〜「sabraブロガール選手権」出場。

## リリース作品

### DVD
- 「ちはるの国」（イーネット・フロンティア、2008年10月22日発売）[1]